# Optioservus ozarkensis
Optioservus ozarkensis är en skalbaggsart som beskrevs av Collier 1972. Optioservus ozarkensis ingår i släktet Optioservus och familjen bäckbaggar. Inga underarter finns listade i Catalogue of Life.